# جبهه‌زایی
جبهه‌زایی (frontogenesis) شکل‌گیری اولیهٔ یک جبهه هوا یا منطقهٔ جبهه‌ای است و عموماً افزایش گرادیان افقی خواص توده‌هوا، به‌ویژه چگالی آن و گسترش سیماهای مربوط به میدان باد که یک جبهه را مشخص می‌کند. در جبهه‌زایی سرانجام دو جبهه هوا، یکی سرد و دیگری گرم ایجاد می‌شوند.
تابع جبهه‌زا معیار حرکت‌شناسی گرایش شارش در یک توده‌هوا برای افزایش شیب افقی دمای پتانسیل پایستار است.
جبهه‌زایی عکس روند جبهه‌زدایی است.